# 키보이스
키 보이스(Key Boys)는 대한민국의 록 음악 밴드로, 1959년에 결성되어 이후 1965년경부터 1967년에 해체될때까지 윤항기와 차중락이 주축을 이루었다.

## 데뷔 및 히트
1959년 7월, 김영광(기타 연주가)이 작사 및 작곡한 《정든 배(정든 배는 떠나간다 ; 1959년작, 보컬: 유희백)》라는 노래 작품으로 첫 데뷔를 한 이후 1964년 9월 당시, 김희갑(기타 연주가)이 전곡을 작사 및 작곡한 《바닷가의 추억(1964년작, 보컬: 유희백)》과 《그녀 입술은 달콤해(1964년작, 보컬: 유희백)》라는 노래 작품들을 히트시켰고 1965년 4월 당시, 이철(재일교포 록 음악가)이 작사 및 작곡한 《해변으로 가요(1965년작, 보컬: 차중락)》와 김영광(기타 연주가)이 작사 및 작곡한 《꿈 속에 미소년(1965년작, 보컬: 차중락)》이라는 노래 작품 등을 히트시켰다.

## 개요
윤항기 등이 1959년에 결성했고 같은 해 김희갑, 김영광 등의 협조를 받아 비정규 음반 수록곡 《정든 배(1959년, 김영광 작사 및 작곡, 당시 키보이스의 리드 보컬리스트: 유희백)》라는 노래 작품으로 데뷔하였으며 5년 후 1964년에 《그녀 입술은 달콤해(1964년, 김희갑 작사 및 작곡, 당시 키보이스의 리드 보컬리스트: 유희백)》라는 노래 작품이 수록된 정식 데뷔 1집 음반을 발표했다. 윤항기(드럼), 유희백(1959년 당시 보컬, 이후 1965년 차중락으로 교체. 보컬.), 옥성빈(키보드), 차도균(베이스), 김홍탁(기타리스트)이 활동했다.

## 같이 보기
- 이철(아베 테츠)
- 히식스